# MEGA
MEGA е услуга за облачно съхранение на файлове. Стартирана е през 2013 година от Ким Дотком и негови съдружници.

## История
Идеята за MEGA се появява, след като уебсайтът Megaupload, създател на който също е Ким Дотком, бива свален година по-рано. Компанията разполага сървърите си в Нова Зеландия. По думи на Ким в сайта са направени над 100 000 регистрации в първия час от неговото пускане.
Към 2021 година в MEGA се съхраняват над 107 милиарда файла от над 203 милиона потребителски сметки.

## Услуги
Всички файлове, качени в платформата, се криптират. Това означава, че само потребителят, чиято собственост са те, теоретично би имал достъп до тях. Налични са три плана: безплатен, платен и за бизнес клиенти, всеки от които има своите предимства, като по-скъпите надграждат откъм възможности по-бюджетните.